# Оксбридж

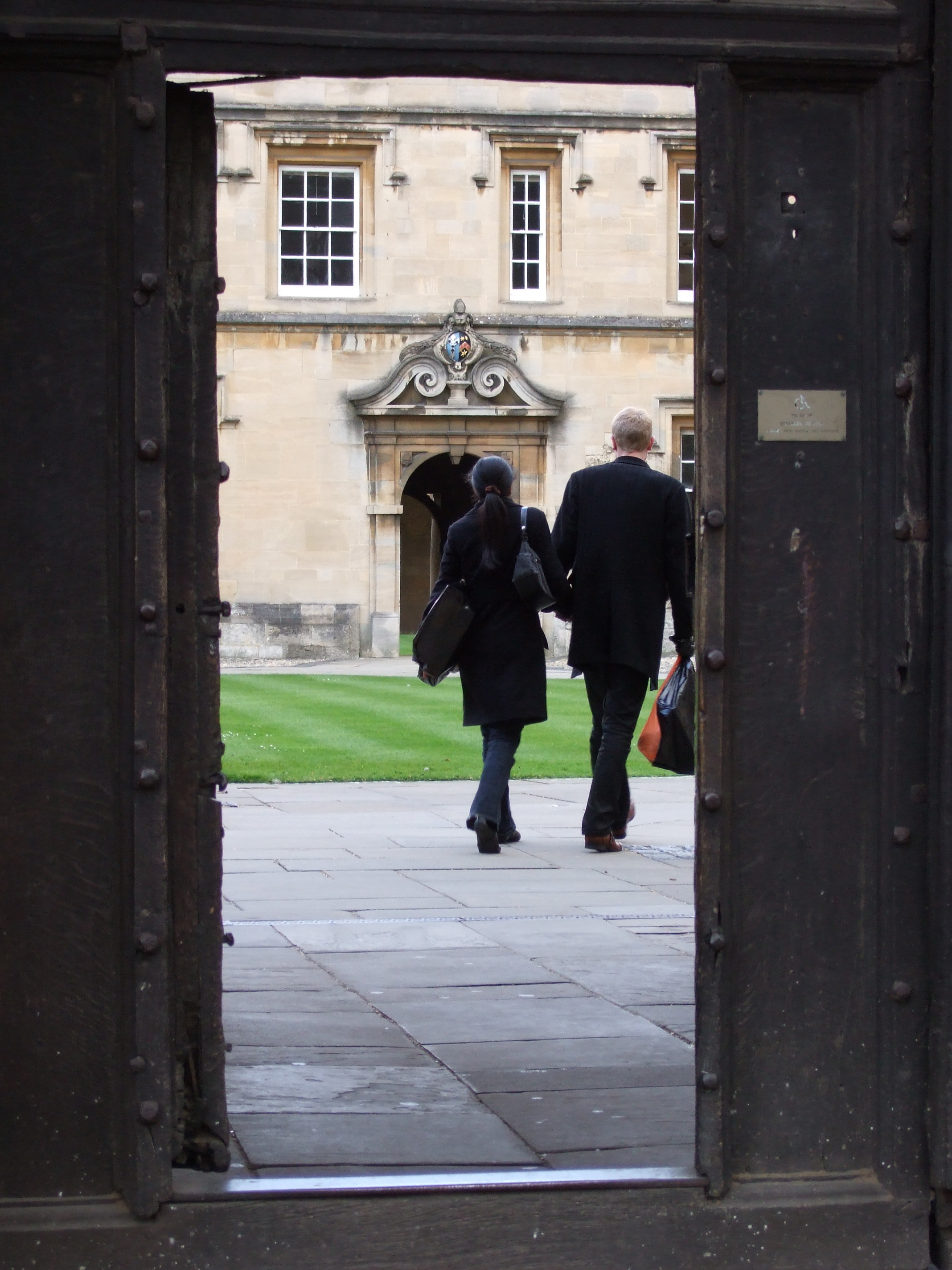
Вид на Оксфорд

О́ксбридж (англ. Oxbridge) — університети Оксфорда та Кембриджа, найстаріші у Великій Британії, найважливіші з так званих «старовинних університетів».
Термін утворений злиттям першого складу в слові Оксфорд та останнього складу в слові Кембридж. Уперше слово Оксбридж з'явилося 1849 року в романі англійського письменника-сатирика Вільяма Текерея «Pendennis». До середини 1950-х років слово впевнено увійшло в лексикон англійців, і його стали вживати навіть в офіційних джерелах та друкованих виданнях у розділах огляду систем освіти.
Оксбридж, що має тривалу історію, зазвичай протиставляється Університетам із червоної цегли — шістьом престижним університетам Англії, що добилися такого статусу пізніше — вже на початку XX століття.